# Aloencyrtus angustifrons.
Aloencyrtus angustifrons. är en stekelart som först beskrevs av Annecke 1964.  Aloencyrtus angustifrons. ingår i släktet Aloencyrtus och familjen sköldlussteklar. Inga underarter finns listade i Catalogue of Life.